# Antonina Nikolajewna Popowa
Antonina Nikolajewna Popowa (russisch Антонина Николаевна Попова, engl. Transkription Antonina Popova, geb. Solotuchina – Золотухина – Zolotukhina; * 25. April 1935 in Taganrog) ist eine ehemalige russische Diskuswerferin, die für die Sowjetunion startete.
Bei den Europameisterschaften 1958 in Stockholm wurde sie Achte. 1961 gewann sie Silber bei der Universiade, und 1962 wurde sie Vierte bei den Europameisterschaften in Belgrad.
Nach ihrer Heirat wurde sie jeweils Fünfte bei den Olympischen Spielen 1968 in Mexiko-Stadt und den Europameisterschaften 1969 in Athen.
Ihre persönliche Bestleistung von 59,80 m stellte sie am 16. Juli 1968 in Moskau auf.